# Highway Heat
Highway Heat (Originaltitel: The Chase, Alternativtitel: The Chase – Die Wahnsinnsjagd) ist eine Actionkomödie aus dem Jahr 1994 über eine Geiselnahme und das daraus entstehende Verfolgungsrennen.

## Handlung
Die Geschichte beginnt ohne Vorspann mit einem rasant gestalteten Titelschriftzug.
Jack kommt mit einem silbergrauen Golf Cabrio (Baujahr 1989) an eine Tankstelle in Newport Beach, um Zigaretten, einen Schokoriegel und Benzin für fünf Dollar zu kaufen. Mit ihm im Laden ist nur eine weitere Kundin, Natalie. Als zwei Polizisten die Tankstelle betreten, wird Jack sichtlich nervös. Die Polizisten erhalten einen Funkspruch, dass ein silbergrauer Golf gesucht wird. Sie fragen Jack, ob er der Fahrer des an der Zapfsäule stehenden Fahrzeugs ist, was dieser abstreitet. In diesem Moment bekommt er sein Wechselgeld vom Verkäufer mit den Worten „Fünf Dollar für Nummer Fünf und ihr Wechselgeld, Sir“ ausgehändigt.
Um einer Verhaftung zu entgehen, nimmt Jack Natalie als Geisel und drückt ihr den soeben erworbenen Schokoriegel in den Rücken, da er keine Waffe bei sich trägt. Er lässt sich die Waffen der Polizisten aushändigen und flüchtet mit Natalie in ihrem roten BMW (325is Coupé Bj. 1993).
Zur selben Zeit werden zwei weitere Polizisten, Figus und Dobbs, von einem Produzenten und einem Kameramann in ihrem Polizeiwagen bei ihrer Streifenfahrt begleitet, um eine „Copshow“ zu drehen. Sie erhalten einen Funkspruch über die Geiselnahme und sind die ersten, die die Verfolgung aufnehmen. Verfolgt von drei Wagen flieht Jack auf den Freeway Richtung Süden. Dort wird die Verfolgungsjagd von Byron Wilder aus einem Helikopter eines Nachrichtensenders heraus entdeckt, und sämtliche lokalen Fernsehsender springen auf die Geschichte auf.
Durch seine unkonventionelle Art gewinnt Jack das Herz der „verwöhnten Göre“ Natalie. Sie haben Sex miteinander im fahrenden Auto, danach beschließt Natalie, mit Jack nach Mexiko zu fliehen und seine Geisel zu sein, damit ihm nichts passiert. An der Grenze ist eine Straßensperre, der Jack und Natalie entkommen, aber anstatt zu fliehen, hält Jack an. Seiner Meinung nach hätte Natalie zu viel zu verlieren, wenn sie ihr jetziges Leben in Wohlstand und Sicherheit aufgibt, und er will nicht der Grund dafür sein. Er deponiert die Pistole in ihrer Handtasche, nötigt sie zum Verlassen ihres Fluchtwagens und ergibt sich. Doch als die Polizisten ihm bereits Handschellen angelegt haben, bringt  Natalie mit Hilfe der in ihrer Handtasche befindlichen Pistole „den Produzenten“ in ihre Gewalt, erpresst Jacks Freilassung und beide fliehen mit Byrons Helikopter nach Mexiko.

## Kritiken
James Berardinelli schrieb auf ReelViews, Charlie Sheen entwickle eine „überraschend effektive“ Chemie mit Kristy Swanson. Außerdem lobte er die Choreografie der Crashszenen und die satirischen Elemente, insbesondere die Darstellung der Fernsehmedien, die „scharfsinniger“ seien als man es von einem Film dieser Art erwarte.
Roger Ebert schrieb in der Chicago Sun-Times vom 4. März 1994, der Film sei „geschickt“, „charmant“ und beinhalte „geistreiche“ Einfälle.

„Obwohl Regisseur Adam Rifkin im Vergleich zu dem ähnlich gelagerten „Speed“ ein bescheidenes Budget zur Verfügung hatte, inszenierte er eine flotte, ansehnliche, knapp 90 Minuten lange Verfolgungsjagd über die kalifornischen Freeways. Auch das ironische Element kommt bei diesem Actionreißer nicht zu kurz. Das Starpotential von „Hot Shot“ Charlie Sheen sowie das aparte Aussehen von Partnerin Kristy Swanson sorgen dafür, daß „Highway Heat“ ein dankbares Publikum findet.“

„Auf der Flucht vor der Polizei kidnappt der fälschlicherweise eines Banküberfalls bezichtigte Jack die Milliardärserbin Natalie. Rasante Verfolgungsjagd über die Freeways von Südkalifornien in bester B-Movie-Tradition.“

„Eine ausgezeichnet inszenierte und auch in den Nebenrollen großartig gespielte ideenreiche Actionkomödie, die sich zu einer bissigen Satire auf die Macht und Allgegenwart der Medien entwickelt.“

## Soundtrack
Es gibt kein offizielles Soundtrack-Album zum Film, der viele damals moderne (und populäre) Songs benutzt. Diese sind:
- 1. One Dove – Breakdown (Radio Mix)
- 2. Suede – The Next Life
- 3. Stephen Stuart Short – Macho Man (written by the Village People)
- 4. Bad Religion – Two Babies in the Dark
- 5. The Offspring – Forever and A Day
- 6. Down By Law – Our Own Way
- 7. Rollins Band – Shine
- 8. Dan Carlson – House
- 9. Rancid – Adina
- 10. The Offspring – Take It Like a Man
- 11. Rancid – The Bottle
- 12. NOFX – Please Play This Song on the Radio
- 13. NOFX – Warm

## DVD & TV
Die DVD-Version ist ungeschnitten und enthält die Original-Tonspur mit nicht ausblendbaren, deutschen Untertiteln.
Die deutsche Fernsehversion ist oft geschnitten, unter anderem fehlen einige Szenen nach dem Leichentransporter.